# Фернанда Олівейра
Фернанда Олівейра  (порт. Fernanda Oliveira, 19 грудня 1980) — бразильська яхтсменка, олімпійська медалістка.

## Виступи на Олімпіадах
| Олімпіада   | Дисципліна | Місце |
| ----------- | ---------- | ----- |
| Сідней 2000 | Клас 470   | 19    |
| Афіни 2004  | Клас 470   | 17    |
| Пекін 2008  | Клас 470   | 3     |